# جلاد خطي للغلوبولين المناعي أ
داء الغلوبولين المناعي أ الخطي (بالإنجليزية: linear IgA disease)‏ أو الجلاد الخطي للغلوبولين المناعي أ (بالإنجليزية: Linear IgA bullous dermatosis)‏ أو الجلاد الخطي للغلوبولين المناعي أ (بالإنجليزية: Linear IgA dermatosis)‏ هو مرض يحدث عادة عن التعرض لأدوية معينة مثل الفانكوميسين، ويصيب كلا من الرجال والنساء.:135

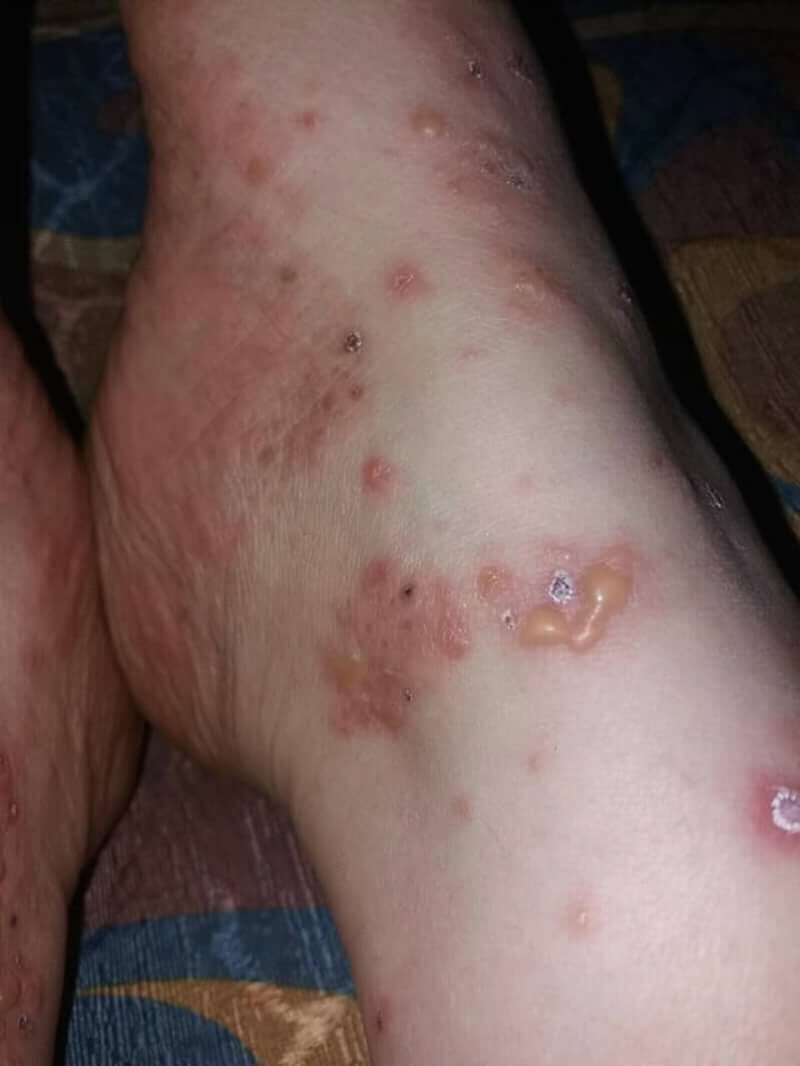

## الأنواع
يعد داء الغلوبولين المناعي أ الخطي مرض تبثر جلدي نادر محدث بالمناعة، ويمكن تقسيمه إلى نوعين::587
- داء الغلوبولين المناعي أ الخطي للبالغين، وهو مرض مناعي ذاتي متبثر ذو نمط مناعي لا يمكن تمييزه عن التهاب الجلد الهربسي الشكل أو ذات حويصلات وفقاعات شبيهة بالفقعان الفقاعي.[1] عادة ما يكون علاج هذا المرض صعبا لكنه يستجيب لبعض الأدوية مثل ريتوكسيماب.[3]

- داء الغلوبولين المناعي أ الخطي للأطفال، والذي يعرف أيضا باسم الداء الفقاعي المزمن في الأطفال (بالإنجليزية: Chronic bullous disease of childhood)‏ وهو مرض ذاتي محدود مكتسب وقد يبدأ في عمر سنتين إلى 3 سنوات وعادة يخف في عمر 13 سنة.[1]

## التاريخ
يعد تاديوش تشورزلسكي أول من وصف المرض في عام 1979.